# 나카야마가역
나카야마가역(일본어: 中山香駅)은 일본 오이타현 기쓰키시에 위치한 규슈 여객철도 소속 철도역이며, 닛포 본선의 정차역이다. 당 역부터 기쓰키역까지는 복선 구간이다.

## 역 구조
단식 승강장 1면 1선과 섬식 승강장 1면 2선, 합계 2면 3선의 승강장을 가지는 지상역이 되어 있다. 하행선 측에 향해 우측으로 역사가 있다. 목조 구조의 역사는 2007년 3월에 해체되어 같은 해 9월에 신 역사에서의 영업을 개시하고 있다.
규슈 교통 기획이 역 업무를 수행하는 업무 위탁역. POS 단말기의 설비가 있어, 또 근거리 표의 자동 매표기가 설치되어 있다. 2012년 이후, IC카드 SUGOCA를 도입할 예정이다.
당역 도착의 막차는 0시 12분이며, 야나기가우라역 · 사이키역과 함께 오이타현내의 역에서 보통 열차의 막차를 넘는 역이다.

## 역 주변
- 기쓰키 시청 야마가 청사
- 기쓰키 시립 야마가 병원

## 인접 역
| 닛포 본선            | 닛포 본선   | 닛포 본선                 |
| -------------------- | ----------- | ------------------------- |
| 다테이시 고쿠라 방면 | ■ 닛포 본선 | 기쓰키 가고시마 중앙 방면 |